# Barbara Klinec
Barbara Klinec, slovenska smučarska skakalka, * 24. avgust 1994, Kranj.
Barbara Klinec je leta 2014 osvojila srebrno medaljo na ekipni tekmi Svetovnega mladinskega prvenstva v Predazzu skupaj s Uršo Bogataj, Anjo Javoršek in Špelo Rogelj. V kontinentalnem pokalu je najboljši uvrstitvi dosegla na tekmah v Lillehammerju 14. in 15. septembra 2013, ko je osvojila šesto in osmo mesto. V svetovnem pokalu je debitirala 16. februarja 2013, ko je na domači tekmi na Ljubnem osvojila dvajseto mesto in prvič osvojila točke svetovnega pokala.
Tudi njena mlajša sestra Ema je smučarska skakalka.

## Dosežki v svetovnem pokalu

### Uvrstitve po sezonah
| Sezona  | Uvrstitev | Točke |
| ------- | --------- | ----- |
| 2012-13 | 48.       | 11    |